# Alice Walker
Alice Malsenior Walker, född 9 februari 1944 i Eatonton, Georgia, är en amerikansk författare och feminist. Hon tar i sina romaner upp ämnen som ras och kön och är mest känd för romanen The Color Purple (1982; Purpurfärgen, 1984) för vilken hon tilldelades Pulitzerpriset för skönlitteratur.

## Biografi
Walker föddes i Eatonton, Georgia. Hon studerade vid Spelman College i Atlanta och senare vid Sarah Lawrence College. Walker blev intresserad av Medborgarrättsrörelsen i USA influerad av aktivisten Howard Zinn, som var en av professorerna på Spelman College. 
1965 mötte Walker Mel Leventhal som hon senare gifte sig med, en judisk advokat. De gifte sig 17 mars 1967 i New York. Senare samma år flyttade de till Jackson, Mississippi. De fick en dotter, Rebecca 1969, men skilde sig åtta år senare, 1977. Rebecca kom senare att ge ut sina memoarer med titeln Black White and Jewish som behandlar hennes uppväxt.

## Författarkarriär
Walkers första roman, The Third Life of Grange Copeland, gavs ut 1970. 1976 gavs Walkers andra roman, Meridian, ut. Romanen handlade om arbetaraktivister i Södern under medborgarrättsrörelsen, och har klara paralleller till en del av Walkers egna erfarenheter.
1982 gav Walker ut romanen som har blivit hennes mest kända verk, The Color Purple, (Purpurfärgen, 1984). Det är historien om en ung svart kvinna som slår sig fram genom inte bara den vita rasistiska kulturen utan även den patriarkala svarta kulturen och den blev en kommersiell framgång. Boken blev en bästsäljare och filmatiserades 1985. Den sattes även upp som musikal på Broadway 2005.
Walkers andra romaner är, till exempel The Temple of My Familiar och Possessing the Secret of Joy (som innehåller ett flertal karaktärer och ättlingar till karaktärer från The Color Purple). Hon har även givit ut ett antal novellsamlingar, lyrik och facklitteratur.
Hennes verk fokuseras vanligtvis på de svartas kamp, speciellt kvinnornas, och deras kamp emot rasism, sexism, och ett våldsamt samhälle. Hennes författande fokuserar också på kvinnornas roll i kulturen och historien.